# Grassano
Grassano är en ort och kommun i provinsen Matera i regionen Basilicata i Italien. Kommunen hade 5 077 invånare (2017).